# Церква Діви Марії Іноземців
Церква Діви Марії Іноземців (Faneromeni (Virgin of Foreigners)) або помилково Церква Богородиці Ксенона (των Ξένων грецькою означає чужоземців) — церква XVII століття в центрі міста Корфу, розташованого на острові Керкіра (Греція).

## Історія
Під час турецької окупації мешканці Епіру XVI — початку XVII століть масово мігрували на Керкіру, цьому сприяла також невдача різних революційних рухів та жорстокий ісламізм. Епірці тяжко асимілювалися на острові. Маючи велику кількість національного та релігійного фанатизму, вони об'єднуються і відчували необхідність мати свій релігійний простір. Тому неасимільовані епіріоти були «чужими» або «іноземцями» для місцевих жителів, саме тому храм, який вони заснували та використовували, називається донині Церквою Богородиці Іноземців.
Ділянка для храму передана Н. Вервітіотисом, як спадщина дочки Теодорелли Вервіціотіс за умови, що там має бути побудований храм, в якому завжди згадуються імена її та її батьків. Храм був побудований священиком Никодимом з Епіру для біженців з Епіру в 1689 році і почав діяти наступного року. Пізніше церкву було заповідано 22 або 25 людям, які допомогли побудувати її із наказом прийняти як братів «тих, хто є іноземними християнами з частин землі», тому її також називали «Іноземцями». Ці «іноземці», водночас, також отримали право бути похованими в храмі.

## Архітектура та інтер'єр
Храм побудований у стилі базиліки з трьома притворми та відзначається вишуканою стелею роботи Н. Кутузі. Його внутрішні розміри не є ідеально симетричними, довга сторона храму — 16,16 метра, східна стіна — 9,80 метра, західна — 9,40 метра. Ширина нартексу храму зменшується із заходу на схід з 1,26 метра до 0,90 метра. Загалом храм висотою 9,39 м та зорієнтований зі сходу на захід, протстою кладкою та товщиною стін будівлі 0,69 метра. Вся будівля покрита дерев'яним дахом трикутної форми з черепицею.
Позолочений іконостас довжиною 5,45 метра в стилі бароко оздоблений різбою по дереву, головним елементом якої є виноградна лоза. Іконостас був реставрований у 1875 році майстрами з Неаполя. Тут також розміщена рідкісна ікона «Різа Лессай» (1814 року), художника М.Манцавіноса. Амвон церкви прикрашений зображенням Ісуса Христа, який виганяє купців із храму, що є рідкістю для амвонів.
На іконах також зображено дев'ятнадцять архіереїв християнської церкви (десять східних та дев'ять західних), що є унікальним для православних церков: Леонтій Кесарійський, Августин, Антоній, Амвросій, Афанасій Великий, Василій Великий, Дамасій I, Іван Дамаскін, Іван Золотоустий, Григорій Неокесарійський, Григорій Богослов, Кирило Александрійський, Діонісій Ареопагіт, Целестин I, Єронім, Іван IV, Григорій I, Лев I. Кожен з них в руках тримає сувій із висловлюванням, щодо Святого Духа.